# ハンフリー・ド・ブーン (第4代ヘレフォード伯)

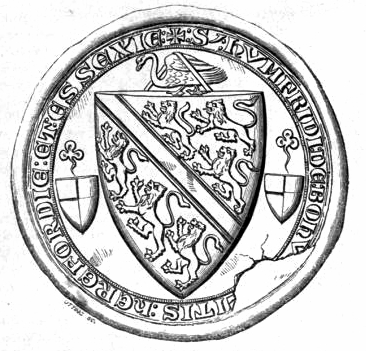
第4代ヘレフォード伯爵ハンフリー・ド・ブーンの印章。盾の上にいわゆる「ブーンの白鳥」が描かれている。

ブーン家の紋章

第4代ヘレフォード伯ハンフリー（7世）・ド・ブーン（Humphrey (VII) de Bohun, 4th Earl of Hereford, 1276年 - 1322年3月12日）は、ウェールズ辺境地域の有力なアングロ・ノルマン貴族で、1311年にエドワード2世の不品行に反対した一人である。

## 家族
ハンフリーの生年は定かではないが、同時代のいくつかの資料によると1276年であるという。父は第3代ヘレフォード伯ハンフリー・ド・ブーン、母はモード・ド・ファインズで、ファインズ領主アンゲラン2世・ド・ファインズの娘である。ハンフリーはエセックスのプレシー城で生まれた。
1298年に父の跡を継ぎ、ヘレフォード伯、エセックス伯、イングランドの大司馬となった。ハンフリーはブーン家に伝わる紋章である白鳥のバッジを使用していた。この図柄はブーン家の紋章（青地に6頭の金の若いライオンの間に金のコティスをもつ銀のベンド）にも紋章（赤地に二重のアーミン、王冠をかぶったライオン）にも見られないが、ハンフリーの個人印章（右図）には描かれている。

## スコットランド
ハンフリーは、1300年にスコットランドのカーラヴァロック城を包囲し、その後スコットランドで多くの戦役に参加したエドワード1世の配下の伯爵や男爵の1人であった。また、馬上槍試合を好み、「上品な」お調子者としての評判を得た。
スコットランドでの戦役において、ハンフリーは退屈になり、ピアーズ・ギャヴィストンや他の若い男爵や騎士とともに馬上槍試合に参加するためにイングランドに出発した。帰国後、彼らは全員、脱走したとしてエドワード1世の怒りを買ったものの許された。ギャヴィストンの友人のエドワード王子（後のイングランド王エドワード2世）が、ハンフリーらに出発の許可を与えたと考えられている。後にハンフリーはギャヴィストンとエドワード2世の最も強硬な敵の1人となった。
また、スコットランドでの初期の戦役の間に、ロバート・ブルースと関わりがあったとみられる。というのも、ブルースは他の多くのスコットランド人や国境地帯の領主らと同様に、最終的にイングランドに忠誠を誓ったからである。ロバート・ブルースはブーン家と密接な関係があった。1302年にエドワード1世に最後の忠誠を誓ってから4年後に離反するまでの間、ブルースはほとんどの時間をアナンデールにとどまり、自然の堀を利用して石造りのロックマーベン城を再建した。
1306年2月に反乱を起こしてスコットランド王位を奪ったブルースは、イングランドとの戦争に参戦したが、最初は不利な状況に陥り、身を潜めることを余儀なくされた。1307年までに、戦争はブルースに有利に転じ始めた。ブルースのイングランドとスコットランドの財産は没収され、3人の弟が処刑された。
ハンフリーはロバート・ブルースから没収された財産の多くを受け取った。ハンフリーがロバート・ブルースの長年の友人であったのか敵だったのかは不明だが、2人はほぼ同年代で、エセックスとミドルセックスの2つの家族の土地は互いに非常に近い場所にあった。ブルースの敗北後、ハンフリーはロックマーベンを占領し、エドワード1世はハンフリーにアナンデールと城を与えた。
ロックマーベンは1312年にスコットランドにより奪還され、1333年に再びイングランドに奪われるまでスコットランドの手中に留まった。ロックマーベンはハンフリーの息子、ノーザンプトン伯ウィリアムが手にし、1360年に亡くなるまで保持し守った。
スコットランドは1385年に再びロックマーベンを奪還した。ブーン家の一部はスコットランドに留まり、そこでバウンド家として知られるようになった。

## バノックバーンの戦い
バノックバーンの戦い（1314年6月23 - 24日）では、イングランドの大司馬としてハンフリー・ド・ブーンに軍の指揮権が与えられるはずであった。しかし、1312年にピアーズ・ギャヴィストンが処刑されて以降、ハンフリーはエドワード2世の寵愛を失っており、エドワード2世は1314年の作戦の司令官の職を若く経験の浅い第8代グロスター伯ギルバート・ド・クレアに与えた。
それでも、初日、ハンフリーは騎兵突撃の先頭に立つことを主張した。バノックバーンとスコットランド軍の陣営の間で起こった乱闘と騎兵の敗走で、ハンフリーは負傷しなかったが、22歳ほどであった無謀な従兄弟ヘンリー・ド・ブーンがロバート・ブルースに単独で突撃し、ブルースの斧で殺された。
2日目、グロスター伯は戦闘開始時に戦死した。ハンフリーはウェールズとイングランドの騎士と弓兵の大部隊を率いて一日中戦った。スコットランドのシルトロン隊を破ることに成功したとみられる弓兵は、スコットランドの騎兵に攻撃され、制圧された。
戦いに敗れると、ハンフリーはアンガス伯や他の男爵、騎士、兵士数名とともに安全な避難所を求めてボスウェル城に撤退した。しかし、城に入った避難民は全員、かつて親イングランド派だった総督ウォルター・フィッツギルバートにより捕虜にされた。ギルバートは、多くのローランドの騎士と同様に、スコットランド王の勝利の知らせが届くとすぐにブルースに味方した。
ハンフリーは、エドワード2世の王妃イザベラの懇願により、義弟エドワード2世により身代金で救出された。これはイングランド史上最も興味深い身代金の1つであった。ハンフリーは、ロバート・ブルースの王妃エリザベス・ド・バラと娘のマージョリー・ブルース、2人の司教、そしてイングランドで捕らえられていた他の重要なスコットランド人と交換された。1306年にロバート・ブルースに戴冠し、何年もの間ベリック郊外の檻に閉じ込められていたバカン伯爵夫人イザベラ・マクダフは含まれていなかった。おそらく捕虜となっていた間に死去したと思われる。

## 対立
父、祖父、高祖父と同じく、ハンフリーは国王がマグナ・カルタや君主制の専制に対する他の貴族保護策に従うよう主張した。ハンフリーは、1311年に法令を公布し、その施行を確実にするために戦った改革運動の指導者であった。
その後、王権が復活し、ディスペンサー家 (父と息子のヒュー) が台頭したため、ハンフリーと他の貴族らは1322年に再び国王に反抗した。ハンフリーがディスペンサー家と対立したのは、ウェールズ国境地帯の領地の一部をディスペンサー家のために失い、ディスペンサー家のによって名誉が汚されたと感じていたためである。1316年、ハンフリーはグラモーガンのサウェリン・ブレンの反乱鎮圧を指揮するよう命じられ、これを成功させた。サウェリンが降伏すると、ハンフリーはサウェリンのために仲裁することを約束し、恩赦を得るために戦った。しかし、ヒュー・ル・ディスペンサー（息子）は、適切な裁判もせずにサウェリンを処刑した。ハンフリーと他の辺境伯は、サウェリン・ブレンの死をディスペンサー家の暴政の象徴として利用した。

## ボローブリッジにおける死
反乱軍は、ヨークシャーのボローブリッジにある木製の橋で親王軍に阻止された。そこで、橋を襲撃しようとしていたハンフリー・ド・ブーンが1322年3月12日に死去した。
詳細は歴史家によって疑問視されているが、ハンフリーの死は特に残酷であったとみられている。イアン・モーティマーは次のように記している。
「（第4代ヘレフォード伯が）橋で軍を率いたが、ヘレフォード伯と部下は矢の射線に巻き込まれた。その後、橋の下に隠れていたド・ハークレーの槍兵の1人が板の間から突き上げ、ヘレフォード伯の肛門を串刺しにし、鉄の槍の先端を腸にねじ込んだ。ヘレフォード伯の死に際の叫び声は、前進をパニックに変えた。」
ハンフリー・ド・ブーンは、改革派が目的を果たせなかった一因であったとも考えられている。特に1316年に伯爵夫人が亡くなった後、ハンフリーは数年間うつ病に苦しんでいたという証拠がある。

## 結婚と子女
1302年11月14日、ウェストミンスターでイングランド王エドワード1世とその最初の王妃エリナー・オブ・カスティルの娘であるエリザベス・オブ・リズランと結婚し、バークシャーの領地を獲得した。
エリザベスはハンフリー・ド・ブーンとの間に、おそらく11人の子女をもうけた。
ハンフリーが亡くなるまで、息子たち、そしておそらく娘たちも、シチリアのギリシャ人「ディギネス」(ディオゲネス) の指導の下で古典教育を受けた。ハンフリーは十分な教育を受けており、本の収集家で学者で、その興味は息子のハンフリーと娘のマーガレット (・コートネイ) に受け継がれた。
- マーガレット（1302年 - 1304年2月7日）[注釈 2]
- ハンフリー（1303年10月頃 - 1304年10月頃）[注釈 3]
- エレノア（1304年10月17日 - 1363年）[注釈 4] - 最初に初代オーモンド伯ジェームズ・バトラーと結婚し、次に初代ダグワース男爵トマス・ダグワースと結婚した。
- ジョン（1307年頃 - 1336年） - 第5代ヘレフォード伯
- ハンフリー（1309/11年 - 1361年） - 第6代ヘレフォード伯
- マーガレット（1311年4月3日 – 1391年12月16日） - 第2代デヴォン伯ヒュー・ド・コートネイと結婚した。16～18人の子供（大司教、海軍司令官、海賊、ガーター騎士団の騎士を含む）を産み、80歳で亡くなった。
- ウィリアム（1310/12年頃 - 1360年） - 初代ノーザンプトン伯。エドワードと双子。初代バドルズミア男爵バーソロミュー・ド・バドルズミアとマーガレット・ド・クレアの娘エリザベス・ド・バドルズミアと結婚し、子供をもうけた。
- エドワード（1310/12年頃 - 1334年） - ウィリアムと双子。第2代ド・ロス男爵ウィリアム・ド・ロスの娘マーガレットと結婚したが、子供はいなかった。病気の兄に代わってイングランド大司馬を務めた。エドワード3世の親友で、遠征中にスコットランドの川で溺れている兵士を救おうとして亡くなった。
- アグネス（1313年頃） - 第2代チャートリーのフェラーズ男爵ロバート・ド・フェラーズ（初代チャートリーのフェラーズ男爵ジョン・ド・フェラーズの息子）と結婚[8]
- エニアス（1322年以降没） - 1331年に死去したともされる
- イザベル（1316年5月生） - 妻エリザベスはこの出産で亡くなり、イザベルもその日かその直後に死去した。エセックスのウォルサム修道院に母親とともに埋葬された。